# Gustavo Angarita Jr.
Gustavo Angarita de Castro  (Bogotá, 31 de marzo de 1972) es un actor, director y productor de cine colombiano, hijo del reconocido actor Gustavo Angarita.

## Carrera
Angarita realizó uno de sus primeros papeles en la televisión colombiana en la serie infantil Pequeños gigantes. Cinco años después integró el elenco de la serie Sin límites y ese mismo año interpretó el papel antagónico en la telenovela Fuego verde. En 1999 apareció en dos telenovelas, Me llaman Lolita y Marido y mujer, producciones donde compartió reparto con actores como Robinson Díaz, Maritza Rodríguez, Marcelo Cezán y Carla Giraldo.
En el año 2000 tuvo participaciones en series de televisión como Pobre Pablo y La caponera. Tres años después integró el elenco de la exitosa telenovela Pasión de Gavilanes. A partir de ese momento su presencia en la televisión colombiana empezó a tomar fuerza, apareciendo como actor destacado en producciones como La costeña y el cachaco interpretando a José Luis Ibarra, el novio celoso del personaje encarnado por Amada Rosa Pérez y Todos quieren con Marilyn, donde interpretó el papel del doctor Gustavo Tequendama. Encarnó a un paramilitar en la película de Lisandro Duque Naranjo Los actores del conflicto y realizó otras apariciones en la televisión colombiana en la década, de las que se destacan Dora, la celadora, Tiempo final y Victorinos.
En la época de 2010 debutó en su rol como director y productor de cortometrajes tras aparecer en destacadas producciones de televisión en su país como La Pola (2010), El patrón del mal (2012), El día de la suerte (2013), La viuda negra (2016) y la producción internacional Narcos (2016). Produjo, dirigió y actuó en un cortometraje llamado Iñigo en 2018 tras dirigir y producir los cortos Xoyate (2018), Zona de espera (2016) y Bolívar (2019) proyectos desarrollados en su propio estudio, AYMAC.
Actualmente es cofundador y director general de la compañía productora Studio AYMAC, sigla que hace referencia a Angarita & Mc'Causland Studio, por la  relación personal y profesional que existe entre Gustavo y May Mc'Causland, quien es también fundadora, productora ejecutiva de cine y pareja de Angarita.

## Filmografía

### Televisión
| Año       | Título                            | Personaje                              | Canal              |
| --------- | --------------------------------- | -------------------------------------- | ------------------ |
| 2022      | Entre sombras                     | Mayor Raúl Castañeda                   | Caracol Televisión |
| 2021      | El Cartel de los Sapos: el origen | Leonardo Villegas                      | Netflix            |
| 2021      | Interiores                        | Orlando                                | Canal Capital      |
| 2020      | Verdad oculta                     | Coronel Manuel Sepúlveda               | Canal RCN          |
| 2019      | Bolívar                           | Jose Tomas Boves                       | Caracol Televisión |
| 2017      | Infieles                          |                                        | Canal 1            |
| 2017      | Los Morales                       | Enrique 'Kike' Burgos                  | Caracol Televisión |
| 2016-2017 | Narcos                            | Fidel Castaño                          | Netflix            |
| 2016-2017 | La ley del corazón                |                                        | Canal RCN          |
| 2016      | La viuda negra                    |                                        | UniMas             |
| 2015      | Esmeraldas                        |                                        | Caracol Televisión |
| 2012      | Pobres Rico                       | Omar                                   | Canal RCN          |
| 2012      | Escobar: El patrón del mal        | Alberto Villamizar                     | Caracol Televisión |
| 2010-2011 | La Pola                           | Antonio Baraya                         | Canal RCN          |
| 2010      | Chepe Fortuna                     |                                        | Canal RCN          |
| 2009-2010 | Victorinos                        | Efraín Manjarrés                       | Telemundo          |
| 2008      | Aquí no hay quien viva            | "Paquete" Episodio Érase una rata      | Canal RCN          |
| 2008      | Tiempo final                      | Sargento Espinoza                      | Fox Channel        |
| 2007      | Así es la vida                    | Maestro                                | Canal RCN          |
| 2006-2007 | Hasta que la plata nos separe     | Franklin Parra                         | Canal RCN          |
| 2005      | Por amor a Gloria                 | Boris Garrido                          | Caracol Televisión |
| 2004      | Casados con hijos                 | Narciso Arroyave Ep: El novio de Kelly | Caracol Televisión |
| 2004      | Dora, la celadora                 | Ricardo                                | Caracol Televisión |
| 2004      | Todos quieren con Marilyn         | Dr. Gustavo Tequendama                 | Canal RCN          |
| 2003-2004 | La costeña y el cachaco           | Jose Luis 'Pepe Lucho' Ibarra          | Canal RCN          |
| 2003-2004 | Pasión de gavilanes               | Ramón "La Boa" Rosales                 | Telemundo          |
| 2000      | La caponera                       | Amir                                   | Caracol Televisión |
| 2000      | La reina de Queens                |                                        | Canal 1            |
| 2000      | Pobre Pablo                       | Christian Guerrero                     | Canal RCN          |
| 2000      | Sin límites                       |                                        | Canal RCN          |
| 1999      | Marido y mujer                    |                                        | Caracol Televisión |
| 1999      | Me llaman Lolita                  |                                        | Canal RCN          |
| 1998      | Corazón prohibido                 |                                        | Canal A            |
| 1998      | Fuego verde                       |                                        | Canal A            |
| 1983      | Pequeños gigantes                 |                                        | Caracol Televisión |

## Cine
| Año  | Título              | Personaje |
| ---- | ------------------- | --------- |
| 2019 | A destiempo (corto) | Umberto   |
| 2019 | Iñigo (corto)       |           |
| 2018 | La Bestia           | La Bestia |
| 2008 | Te amo Ana Elisa    |           |